# Maison de l'économie créative et de la culture en Nouvelle-Aquitaine
Pour les articles homonymes, voir Meca.
La Maison de l'économie créative et de la culture ou MÉCA est un bâtiment situé quai de Paludate à Bordeaux en Gironde. L'espace culturel a été inauguré le 28 juin 2019 après 30 mois de travaux. Le lieu héberge plusieurs agences culturelles de la région Nouvelle-Aquitaine (le FRAC Nouvelle-Aquitaine, l'Office Artistique de la Région Nouvelle-Aquitaine (OARA) et l'Agence Livre Cinéma Audiovisuel (ALCA) de Nouvelle-Aquitaine.
La MÉCA se compose d'une salle de cinéma de 80 places, de deux bureaux de production, d'un espace d'incubation de projet, d'un programme annuel de projections de films et d'un programme annuel de rencontres professionnelles. Elle possède également 1200 m² de salles d'expositions temporaires, 900 m² de réserve, un auditorium de 90 places sur 120 m², une scène de création de 360 m² et un studio de création de 80 m2.

## Historique
En 2016, Alain Rousset, président du Conseil régional d'Aquitaine, démarre une réflexion sur la réunion du Frac Aquitaine et des agences culturelles AIC/ARPEL et OARA en un lieu novateur. Un an plus tard, un comité de pilotage porteur de ce projet de « nouveau Frac » est constitué. En 2008, Alain Rousset choisi le site des anciens abattoirs de Bordeaux, quai de Paludate.
En 2011, le concours de maîtrise d'œuvre est lancé. Le cabinet d’architecte international Bjarke Ingels Group, basé à Copenhague au Danemark remporte le concours. S’ensuit une phase d’études de maîtrise d'œuvre de 2011 à 2015. Le chantier est finalement lancé en 2016. En 2018, est fait le choix du 1 %, qui implique la mise en œuvre d’un dispositif d’État qui incite à la création architecturale publique. La première œuvre faisant partie de ce dispositif est celle de l’artiste Benoît Maire intitulée Un détail. Cette œuvre est choisie par le comité artistique et décision de la Région. L'œuvre représente une demi-tête en bronze du dieu Hermès. Elle est exposée sur les gradins extérieurs du bâtiment faisant ainsi corps avec ce dernier. La MÉCA est inaugurée le vendredi 28 juin 2019.

## Architecture
Architecture du bâtiment :

### Extérieur
Cet espace artistique voit le jour sur les berges de la Garonne, à l’emplacement des anciens abattoirs de Bordeaux, un lieu stratégique qui permet la construction du bâtiment de 18 000 m2, 120 mètres de long et 37 mètres de haut.
« Le bâtiment forme une boucle verticale qui lie dans un seul mouvement les anciens abattoirs, aux berges de la Garonne, en créant un espace en creux, au centre de la MÉCA, relié par des rampes » décrit Bjarke Ingels, son architecte. Cet espace se caractérise par sa profondeur et son effet de transparence, il se nomme « chambre urbaine ». Le but premier du monument est de donner une impression de mouvement au site par l'intermédiaire de jeux de géométrie et de lignes affirmées accentuant le caractère cinétique. Ces choix architecturaux permettent aux voyageurs arrivant à la gare de Bordeaux ou aux automobilistes de visualiser un bâtiment en mouvement par un jeu de perspectives et de points de fuite.
L’arche est composée d’un socle oblique au rez-de-chaussée, de deux jambes latérales asymétriques et d’un entablement en pont, reliant la structure en une grande arche. Est ajouté à cet espace un jeu de gradins et de rampes afin d’augmenter ce caractère cinétique.
Le matériau de la promenade se plie pour former le toit de l'entrée principale, puis se déploie verticalement le long de la scène de l'OARA, se plie horizontalement le long du volume en suspens du FRAC Nouvelle-Aquitaine MÉCA, pour redescendre de l'autre côté le long des bureaux et des archives d'ALCA.
L’ensemble du monument est recouvert de 4 800 panneaux de béton, teinte pierre beige, une référence directe au port de la Lune de Bordeaux, classé au patrimoine mondial de l’UNESCO.

### Intérieur
Au rez-de-chaussée s’étend un auditorium de 700 m2 appelé « Agora » pouvant accueillir des conférences et performances ainsi que des visiteurs. Par l’installation d’un grand miroir-périscope, les espaces intérieurs et extérieurs se conjuguent, renvoyant l’image de la chambre urbaine au sein du bâtiment. Un café-restaurant se situe au même niveau, abritant une table d’hôte en céramique conçue par l’architecte Bjarke Ingels spécialement pour cet espace. Cette table est dessinée en forme de croix pour rappeler les quatre points cardinaux ainsi que l’enseigne suspendue au niveau de la chambre urbaine. Le comptoir de l'accueil forme un triangle et l'agora forme un cercle. Ces trois formes sont un clin d'œil de l'architecte aux manettes de la PlayStation. La couleur rouge de la forme de la table et du comptoir rappelle le vin de Bordeaux. Les chaises du restaurant et l'intérieur de l'ascenseur principal sont recouverts de liège, là aussi une référence au caractère viticole de la ville de Bordeaux. 
Les rez-de-chaussée, premier et deuxième étages de la MÉCA sont consacrés à L’OARA et s'étendent sur une superficie de 3 600 m2.
Le 5e étage est une terrasse de 850 m² offrant un panorama direct sur la ville de Bordeaux.

### Architectes
Bjarke Ingels est un architecte danois à la tête du cabinet d’architectes BIG - Bjarke Ingels Group fondé en 2005. Cet architecte de renom s’est fait connaître à travers la création de plusieurs sites à travers le monde tels que le nouveau siège de Google en Californie ou la deuxième grande tour du World Trade Center à New-York. Il est désormais une figure de proue de la nouvelle génération d’architectes et figure parmi les 100 personnalités les plus influentes en 2016 selon le magazine The Times. Il a remporté le concours de la maîtrise d'œuvre en 2012 en tant qu’architecte mandataire. Il travaille en collaboration avec Freaks Architecture, qui a le rôle d’agence d’architectes associés sur le projet.  
Freaks Architecture est une agence parisienne co-dirigée par Guillaume Aubry, Cyril Gauthier et Yves Pasquier. Ils promeuvent une politique de prospection, de recherche et d’expérimentation architecturales à travers une multitude de projets nationaux et internationaux.  
Les architectes chargées de suivre le chantier sont issues de l’agence Lafourcade & Rouquette Architectes, basée à Bordeaux. Cette agence est le fruit de la collaboration entre Catherine Lafourcade et Paule Rouquette, toutes deux issues de l’Ecole d’architecture de Bordeaux. Cette agence travaille essentiellement à la conception et à la réalisation d’équipements et de bâtiments publics. Elle évolue aussi en adéquation avec les nouveaux enjeux environnementaux et sociétaux. 

## Structures
Les structures accueillies par la MÉCA :

### Le FRAC
Le Fonds Régional d'Art Contemporain a pour mission de soutenir la création contemporaine via une collection d'œuvres d'art d'artistes vivants dans chaque région. Le FRAC diffuse ses expositions en région, en France mais aussi à l'étranger. Cet organisme d’État est souvent en collaboration avec d'autres structures comme des hôpitaux, des associations, des médiathèques.   
L'importance de l'installation du FRAC dans la MÉCA est primordiale car elle permet d’ouvrir de nouvelles missions et de nouveaux espaces pour les artistes afin qu’ils puissent travailler dans une nouvelle dynamique. Le pôle “innovation & création” permettra d’accueillir les artistes français et étrangers en résidence grâce à des ateliers, qui s’adapteront aux valeurs et savoir-faire des entreprises d’Aquitaine. L’installation du FRAC dans la MÉCA offre aussi plus de visibilité pour l’art contemporain. Ce lieu de résidence reste aussi un lieu d'expériences et de vie artistique pour tous les publics.        
Quelques caractéristiques du FRAC de la MÉCA :     
- 1 200 m2 d’espaces d’expositions et 900 m2 de réserves ;
- La République géniale, un auditorium de 90 places sur 120 m2 ;
- Big Dada, un centre de ressources documentaires et numériques de 50 m2 ;
- Mazzocchio, une salle consacrée à la pratique artistique qui permet d’accueillir des publics scolaires et des groupes.

### L'OARA
L’OARA ou l’Office artistique de la Région Nouvelle Aquitaine est l’agence culturelle du Conseil régional de Nouvelle-Aquitaine. Elle agit principalement dans le domaine du spectacle vivant (théâtre, musique, danse, cirque, arts de la rue, etc.). L’OARA est une association Loi 1901. Elle est financée par la Région Nouvelle-Aquitaine et est soutenue par la Direction Régionale des Affaires Culturelles de Nouvelle-Aquitaine.
L’OARA a pour ambition d’aider à la production et diffusion des spectacles et artistes de la région, à organiser et animer le secteur du spectacle vivant ainsi qu’à encourager une offre culturelle équitable à échelle régionale. 
L’OARA est intégrée à la MÉCA depuis l’initiation du projet en 2006, et s’installe officiellement en 2019. 
Pour atteindre ses objectifs, l’OARA déploie divers moyens. L’association coproduit des projets de création, pourvoit des bourses, accueille des artistes en résidence, participe à la valorisation de spectacles dans et hors région Nouvelle-Aquitaine. L’OARA organise de nombreux projets culturels au sein de la MÉCA, dont des journées de visionnage de spectacles, ou des journées professionnelles. 
D’autre part, l’OARA se présente comme ensemblier, avec pour but de construire des actions solidaires et coopératives.
Au sein de la MÉCA, l’OARA jouit de plusieurs espaces :
- La MÉCAscène : un espace avec une scène de 360 m2, avec une capacité d’assise de 252 places, dont les gradins sont rétractables pouvant doubler l’espace de travail des artistes.
- Le MÉCAstudio : un studio de 80 m2 approprié aux performances de petite envergure.
- Un foyer pour les artistes en résidence, qui contient également des loges et des cuisines.
- Un laboratoire des pratiques collaboratives.
- Un pôle administratif, avec des salles de réunions.

### L'ALCA
L'ALCA (l'Agence Livre, Cinéma et Audiovisuel en Nouvelle-Aquitaine) est un organisme public régional qui accompagne les professionnels du livre, de l'écrit, du cinéma et de l'audiovisuel en définissant et en tentant de mettre en œuvre des politiques nationales et territoriales de soutien au livre et à la lecture, au cinéma et à l'éducation audiovisuelle, artistique et culturelle sur le territoire de la Nouvelle-Aquitaine.
Elle veut contribuer à la consolidation des filières du livre, du cinéma et de l'audiovisuel sur l'ensemble de la chaîne : de la création à la diffusion, en passant par la production et le transfert des œuvres et des savoirs. Elle vise à développer les collectivités et les industries culturelles et créatives sur l'ensemble du territoire de la Nouvelle-Aquitaine.
L'ALCA a pour ambition d’accompagner les professionnels tout au long de leur carrière, de leurs cycles de développement et de leurs enjeux. L'Agence s'appuie sur des dispositifs nationaux et régionaux d'appui technique et financier consacrés à ces deux secteurs. Elle vise également la coopération interprofessionnelle entre le monde de l'écriture et de l'image.
Au sein de la MÉCA, l’ALCA dispose :
- D’une salle de projection numérique de 80 places ;
- D’un centre de documentation et de ressources ;
- D’espaces de coworking pour les professionnels du livre ;
- D’espaces de RDV pour les professionnels et les personnels de l’agence ;
- De bureaux de production de tournage.

## 1% artistique
Le 1 % artistique est un dispositif de commande public initié par l’État lors de la construction d’un bâtiment public. Dans le cas de la MÉCA, la Région Nouvelle-Aquitaine lance en 2017 un appel à candidature s’élevant à 300 000 euros. C’est Benoît Maire, un artiste originaire de Pessac, qui gagne le concours avec son œuvre Un détail.
L'œuvre est située près des visiteurs, elle est à leur hauteur, sur le gradin nord de la MÉCA, face à la Garonne. La sculpture de Benoît Maire est haute de plus de 3 mètres et pèse plus de 800 kg. La sculpture représente une demi-tête d’Hermès en bronze.

### Benoît Maire
Benoît Maire est un artiste né en 1978 à Pessac. Il a étudié à la Villa Arson à Nice et a été pensionnaire au Palais de Tokyo. Il a fait des études en art et en philosophie, ce qui se retranscrit dans sa pratique artistique. En effet, il donne forme à des concepts théoriques. Il fait souvent référence dans ses œuvres à l’Histoire, l’Histoire de l’art et la Philosophie. Il est présent partout dans le monde dans des galeries comme à Bruxelles, Vienne ou encore Mexico.
Il a été lauréat du Prix Fondation d’entreprise Ricard en 2010. Ses expositions personnelles récentes se situent au Bielefelder Kunstverein (Bielfeld, 2016), à la Verrière – Fondation Hermès (Bruxelles, 2014), au Western Front (Vancouver, 2014), à la Fondation David Roberts (Londres, 2013), à la Fondazione Giuliani (Rome, 2013). Ses films ont été projetés au Centre Pompidou (Paris, 2014), à la Cinémathèque de Vancouver (2013) et à la Tate Modern (Londres, 2010).

## Galerie

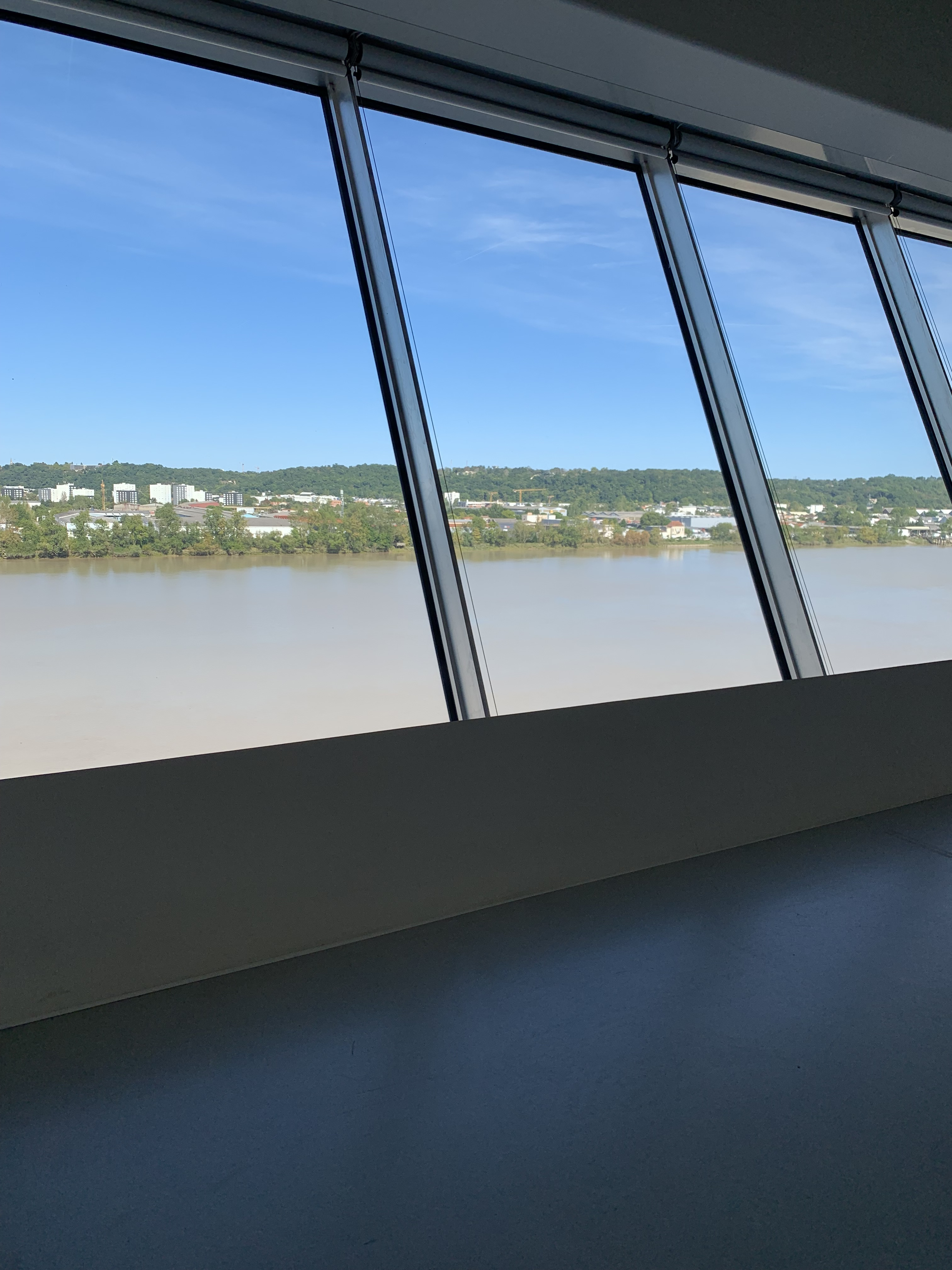
Vue de la Garonne, de l'intérieur de la MÉCA
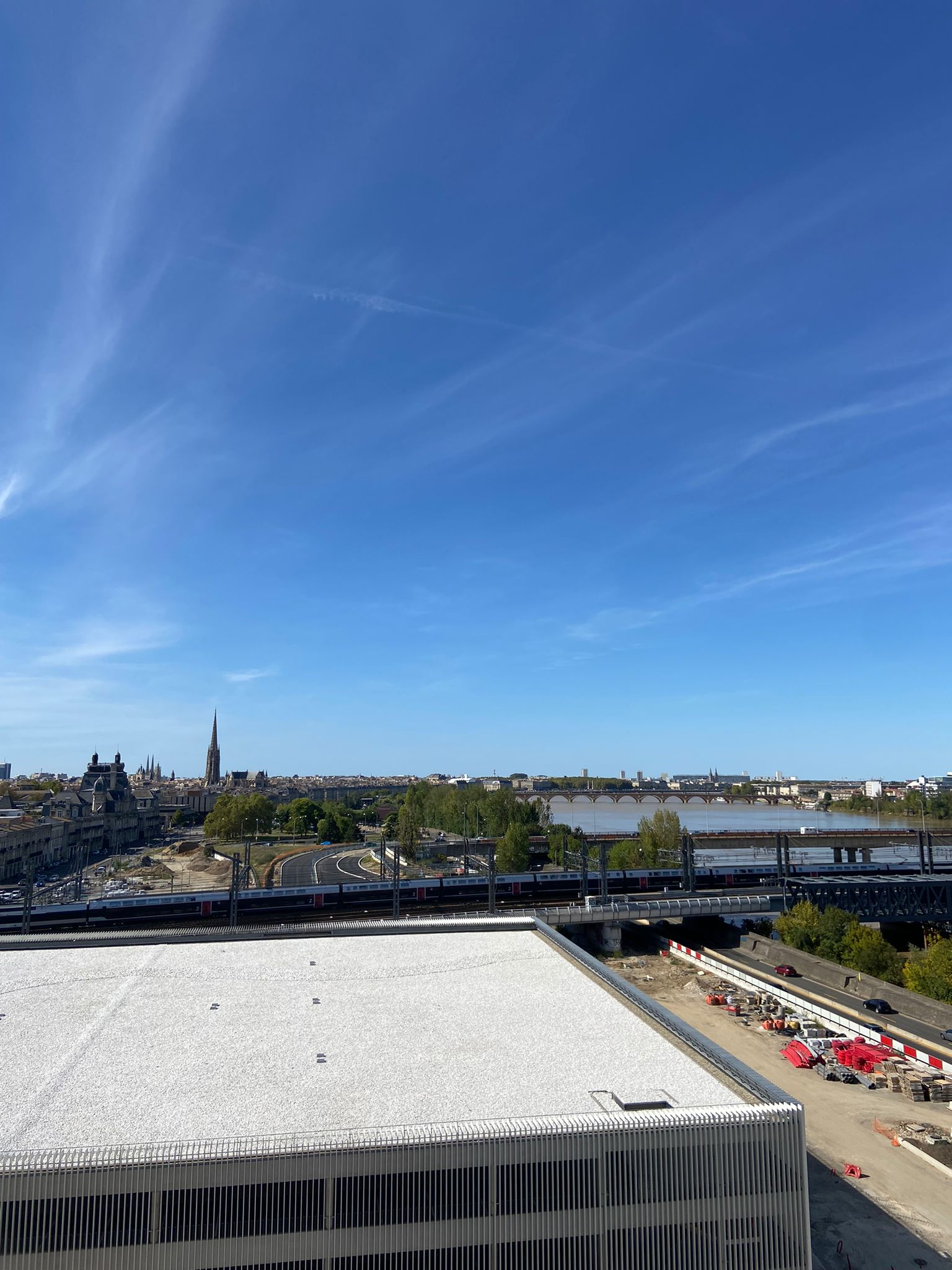
Vue de Bordeaux, depuis la terasse de la MÉCA
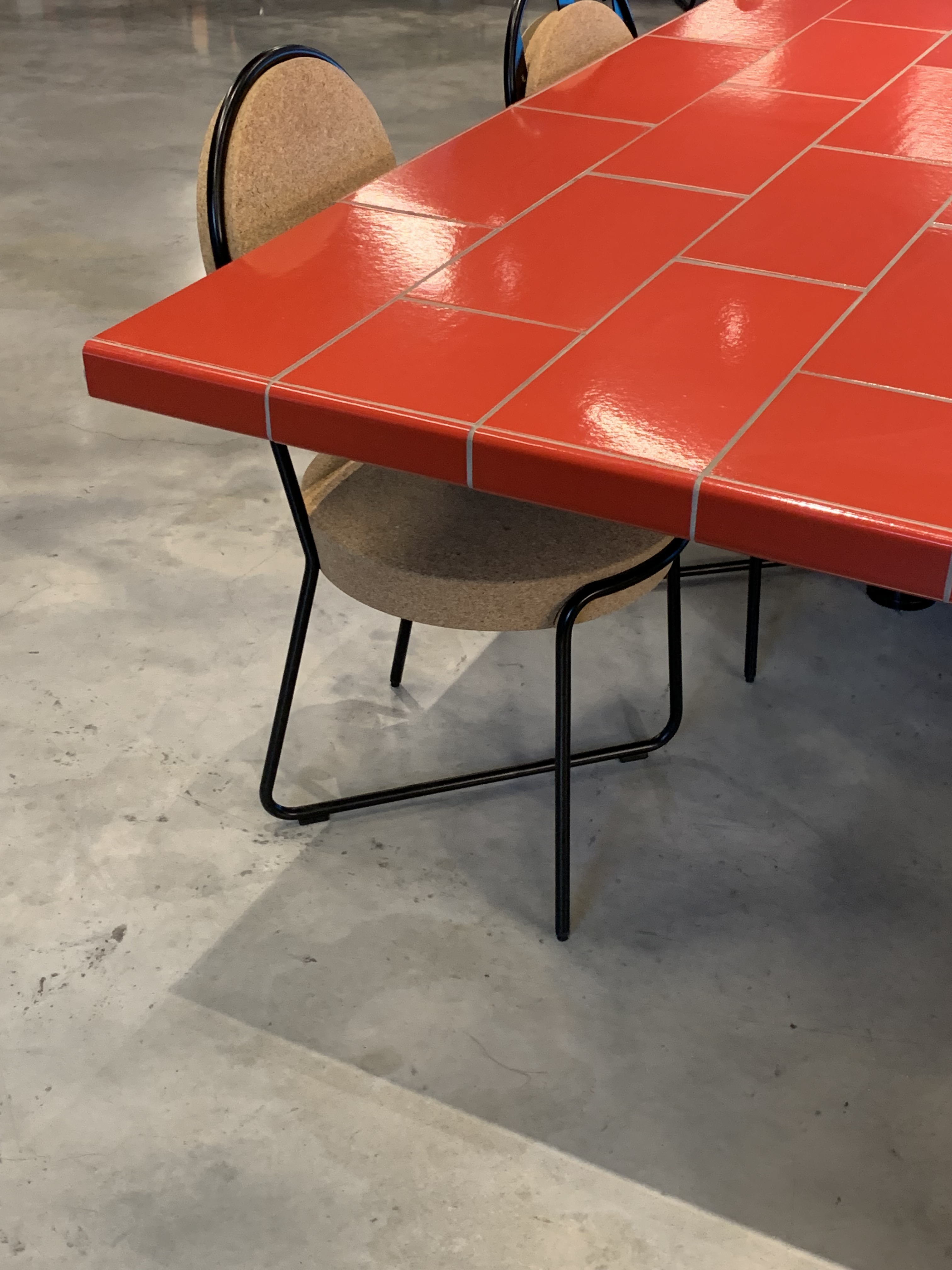
Mobilier de la MÉCA, table et chaise
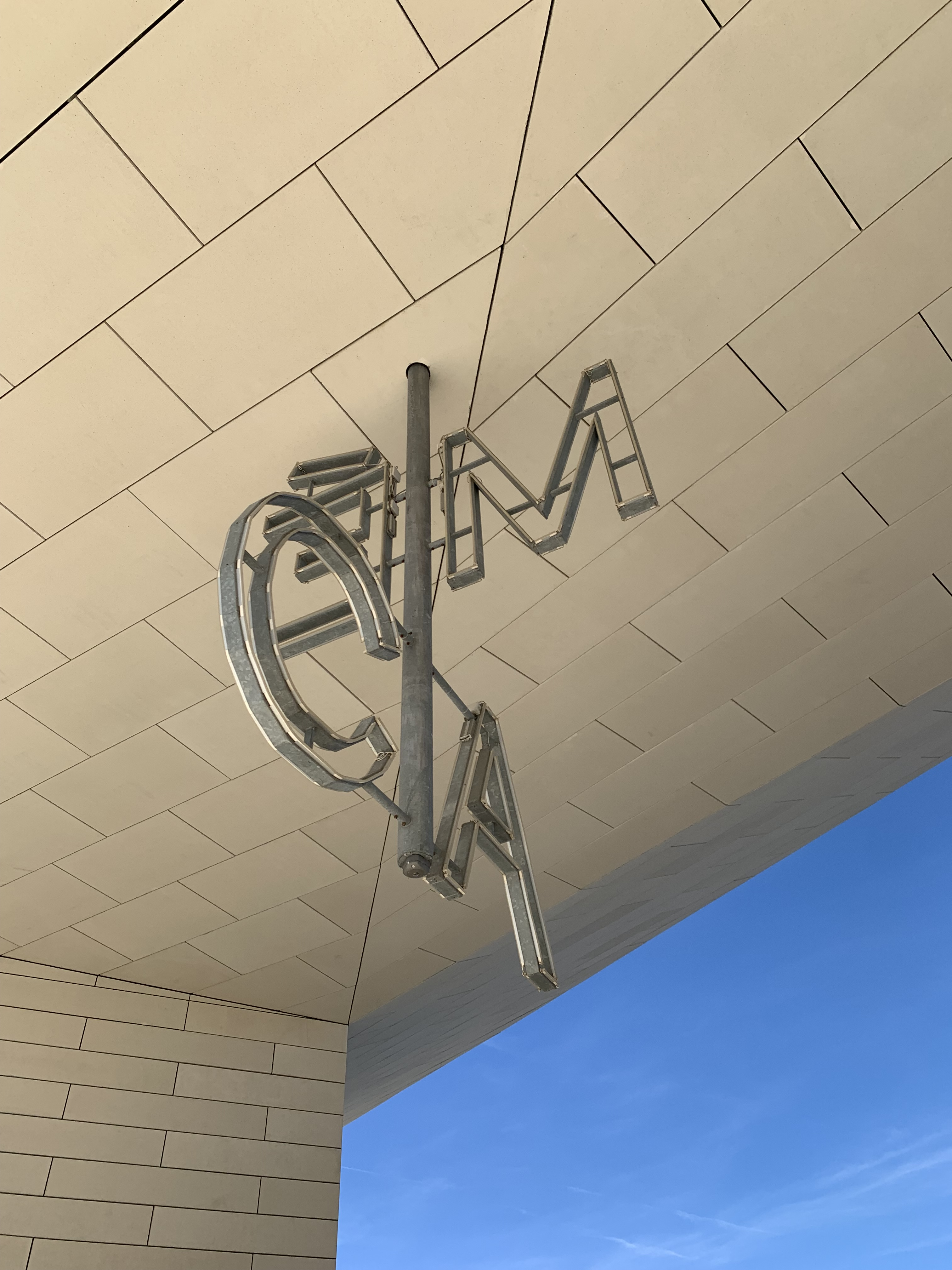
Sigle MÉCA
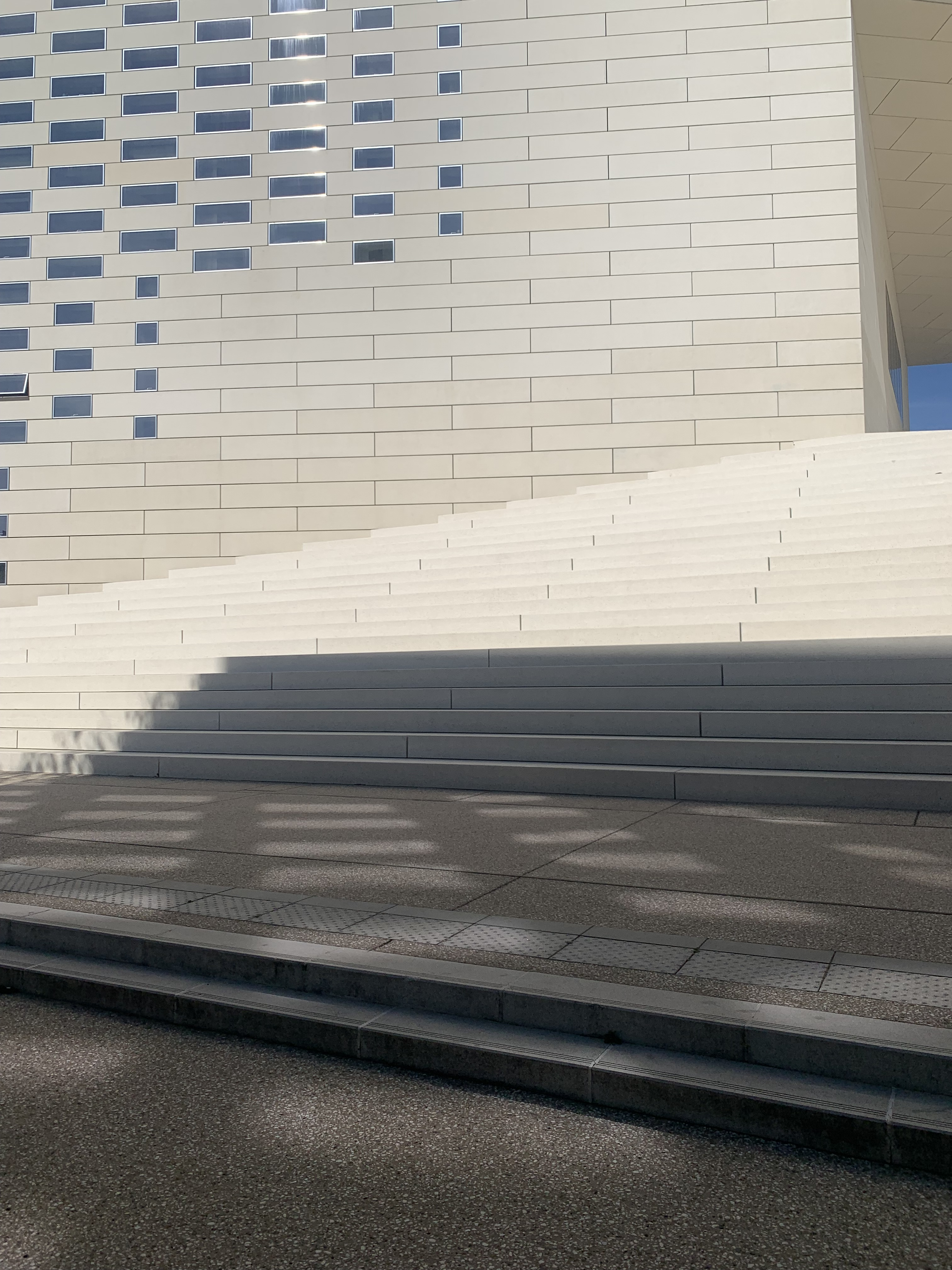
Marches de la MÉCA
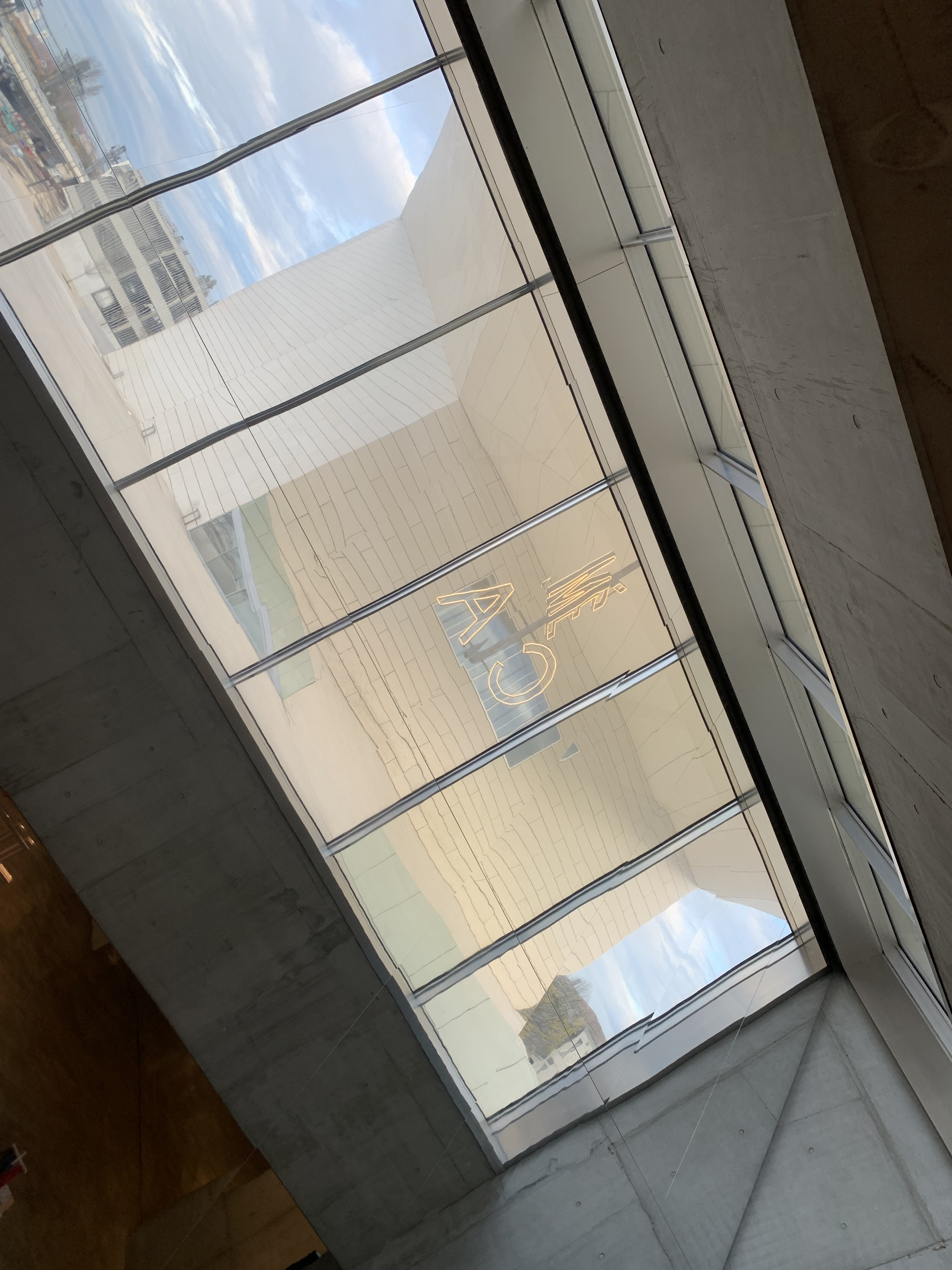
Vue sur l'extérieur de la MÉCA
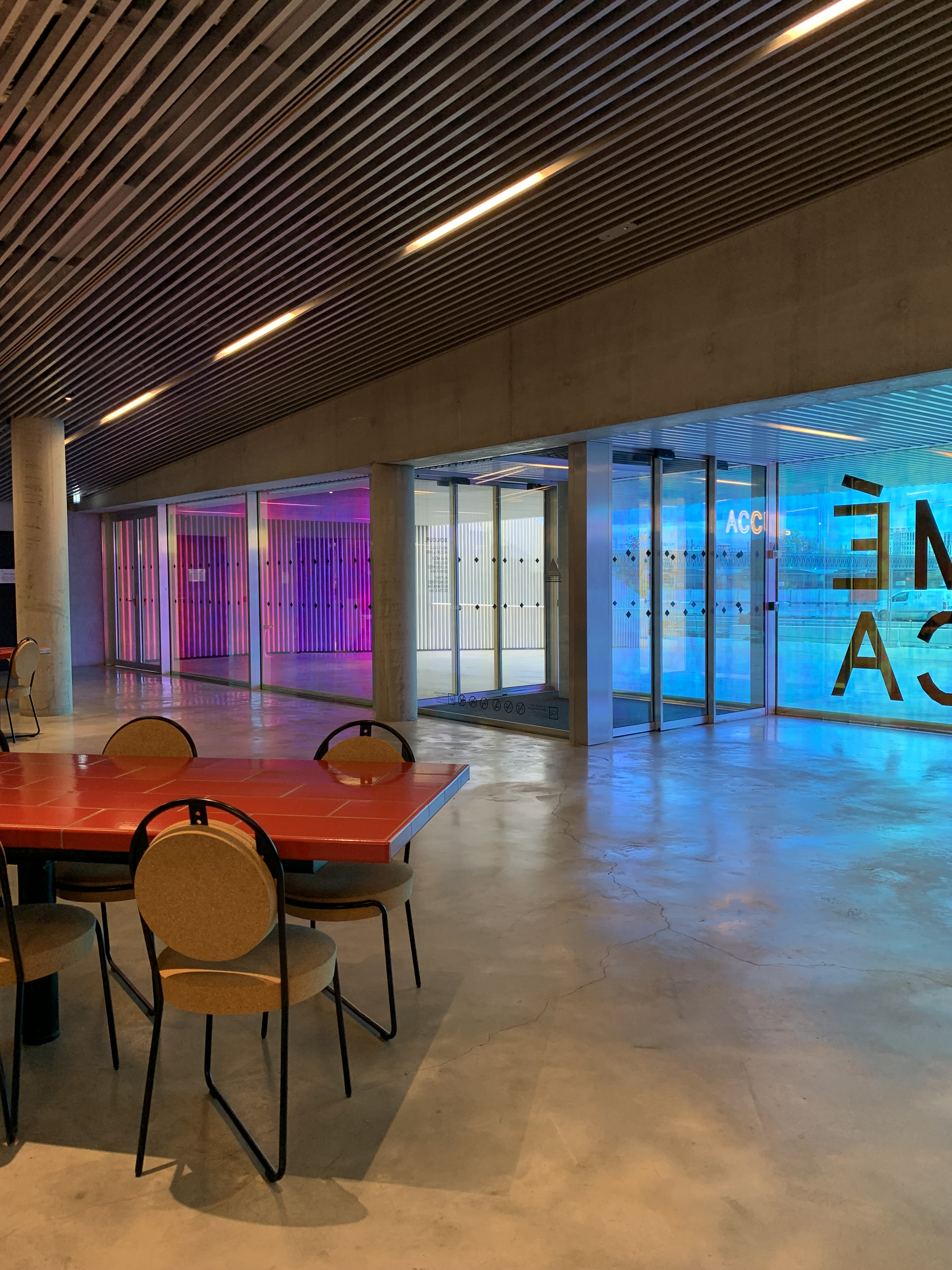
Intérieur de la MÉCA, entrée dite principale
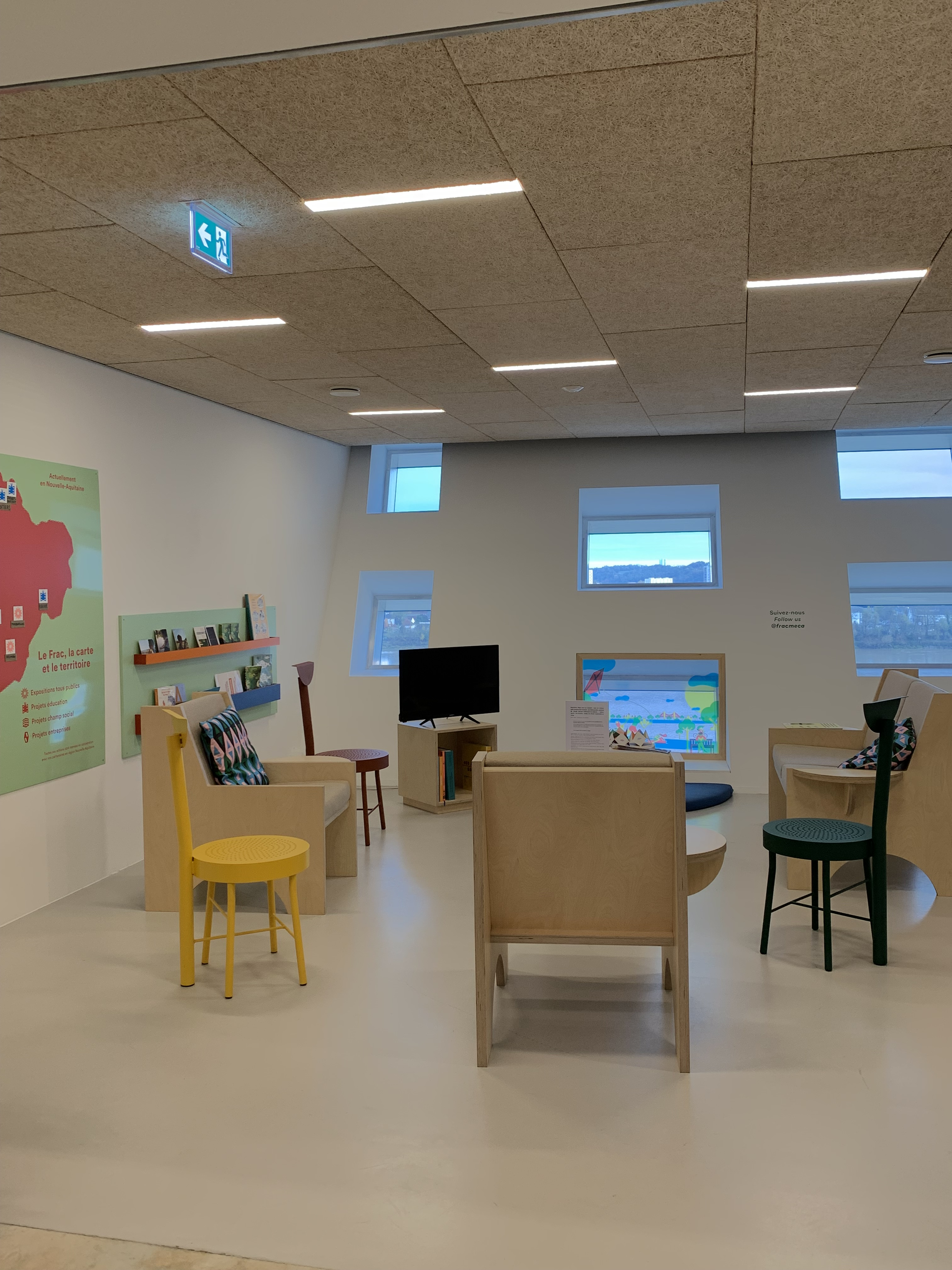
Espace médiation jeunesse de la MÉCA
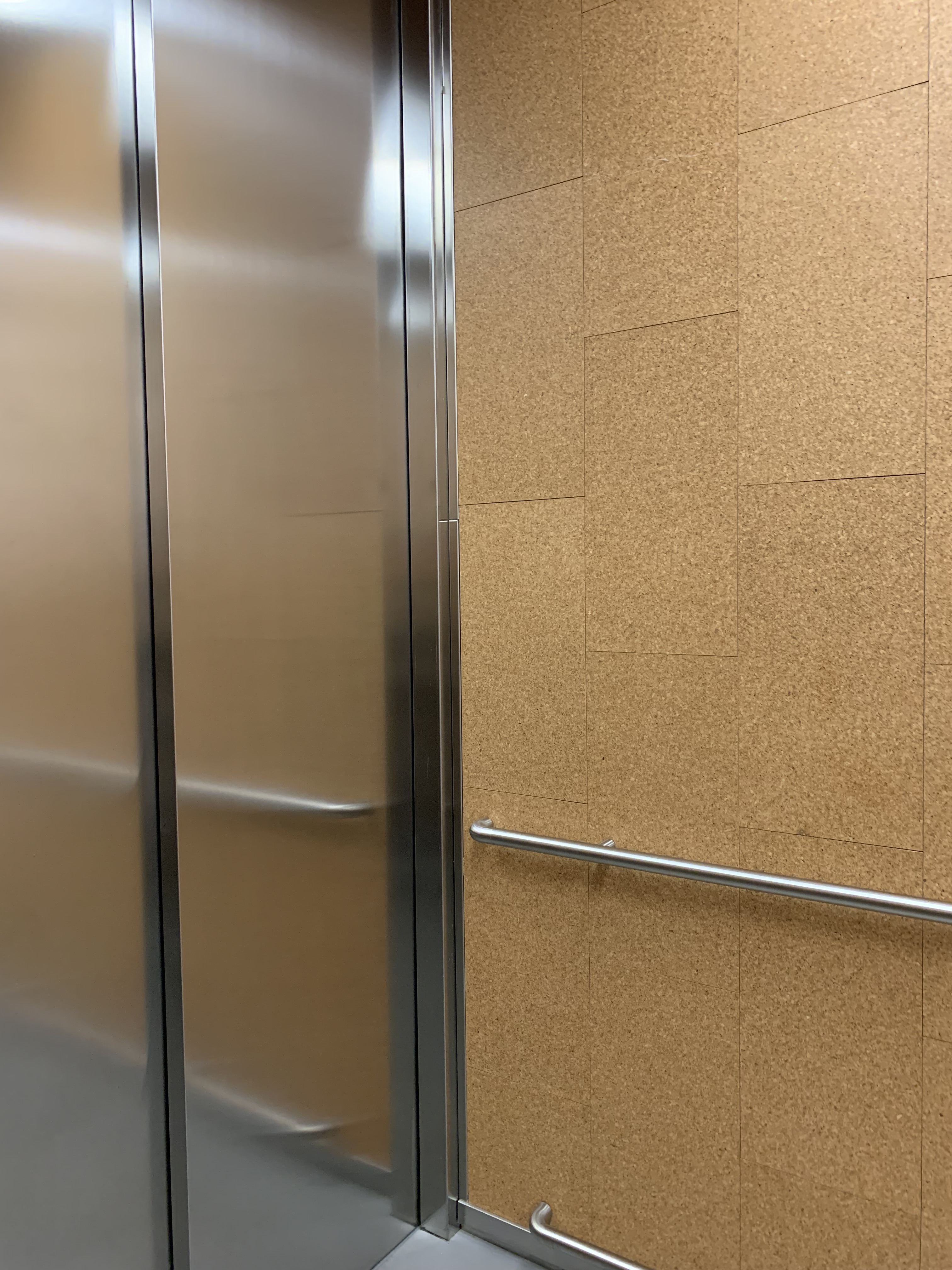
Intérieur de l'ascenseur de la MÉCA
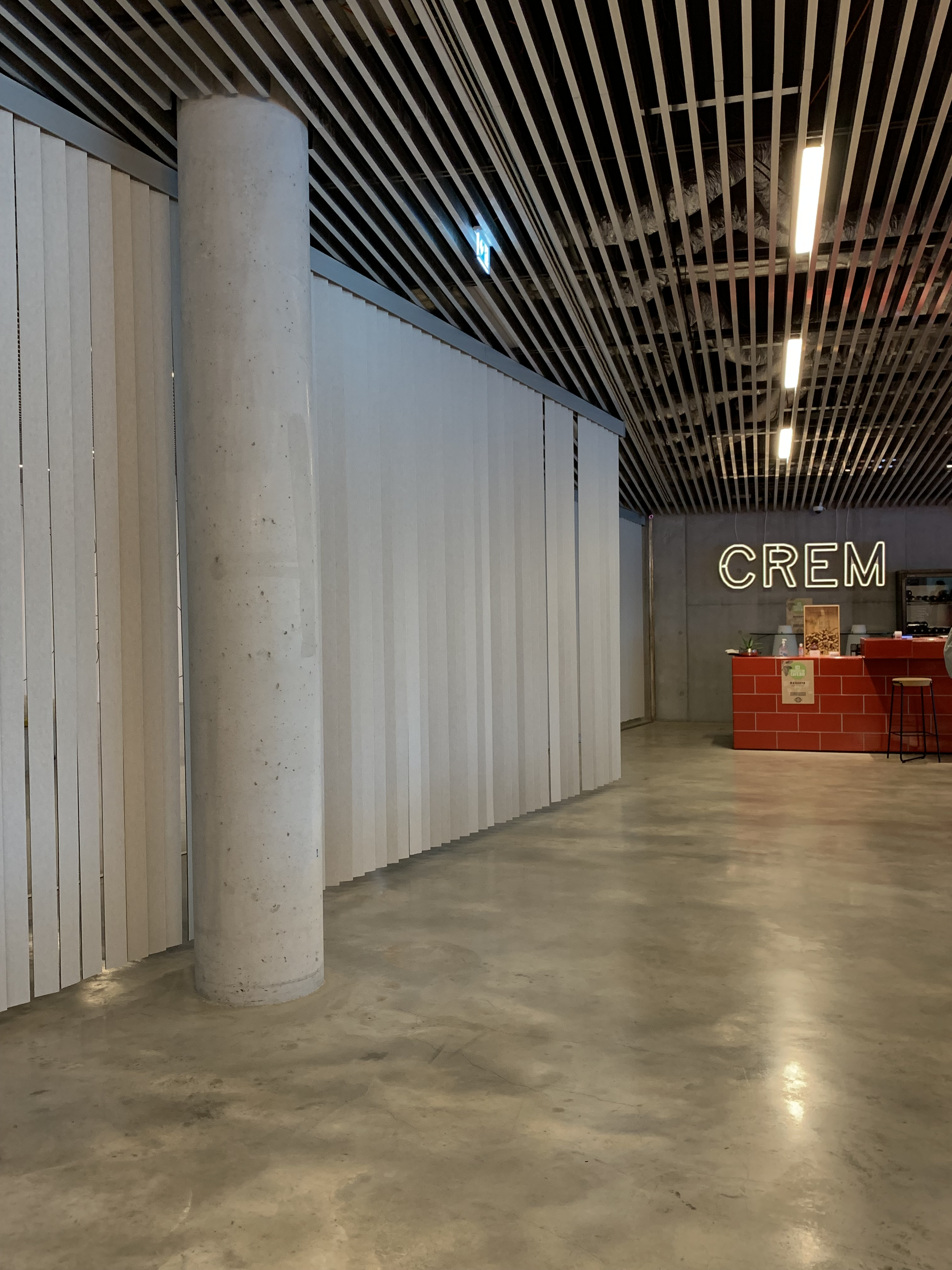
CREM, Restaurant de la MÉCA
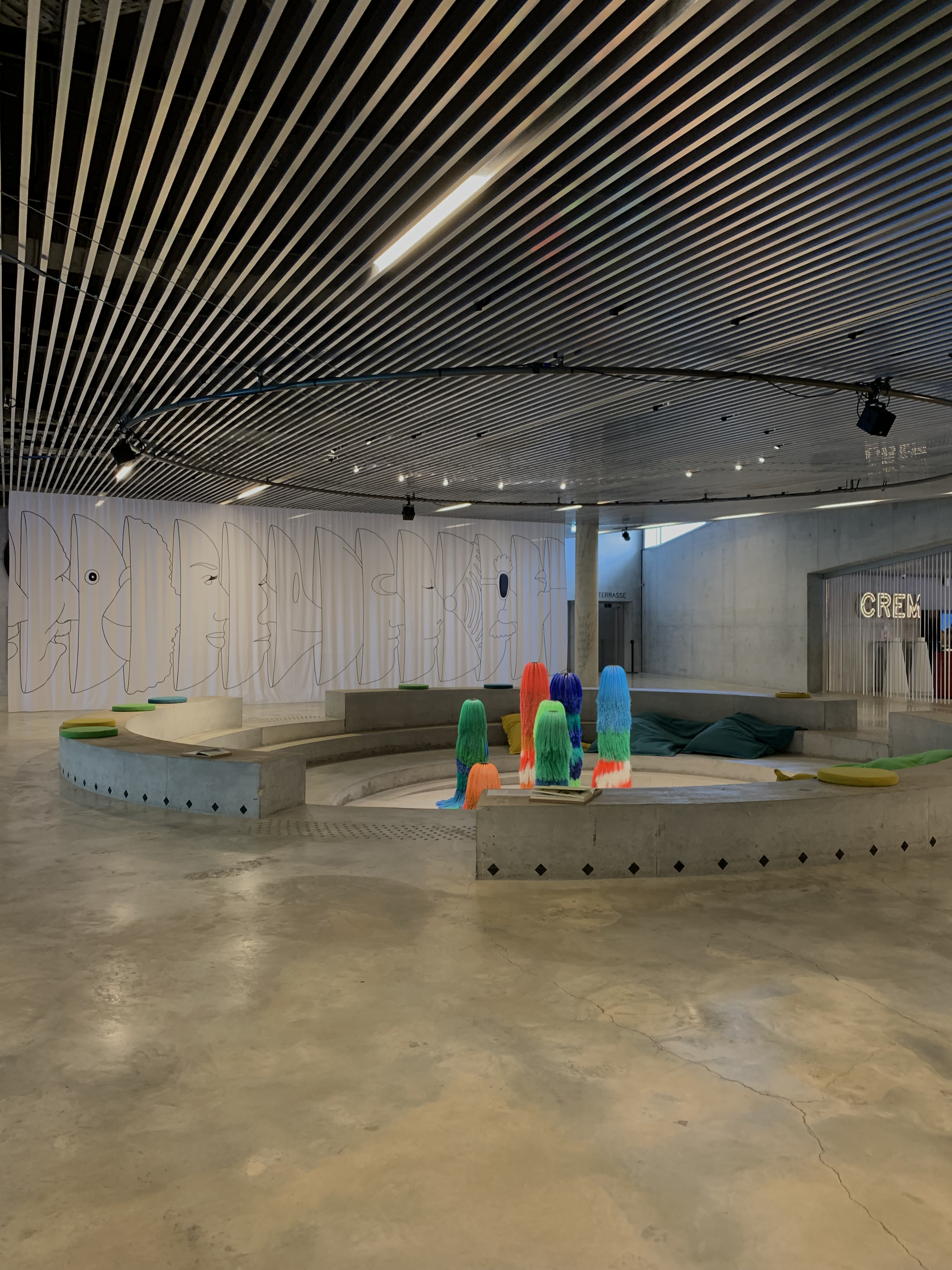
Espace Agora de la MÉCA
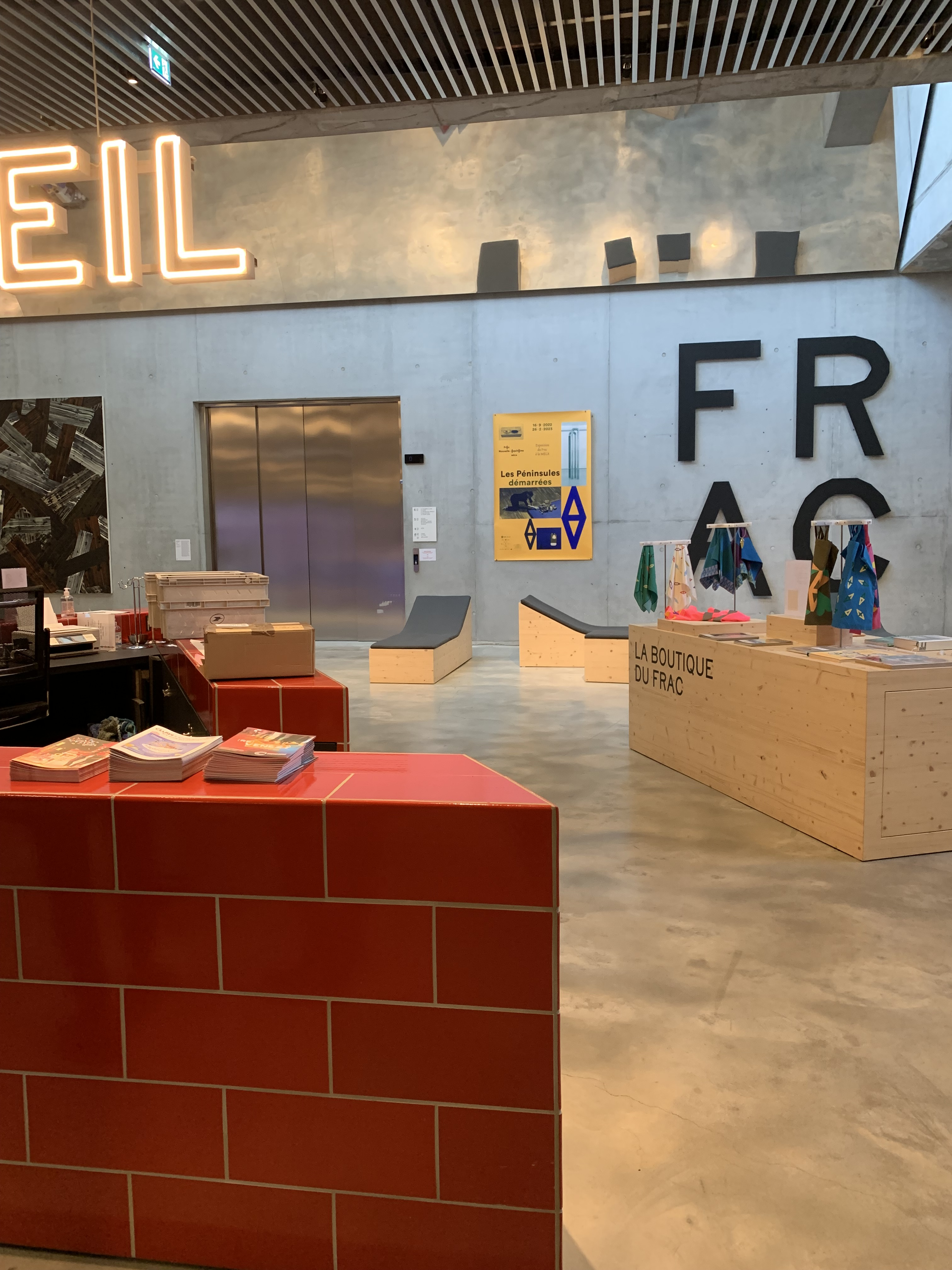
Accueil de la MECA